# Provincia Kurdistan
Provincia Kurdistan (în persană: استان کردستان, Ostan-e Kordestan; în kurdă: پارێزگه ی  کوردستان, Parêzgey Kurdistan) este una din cele 30 de provincii ale Iranului. Capitala provinciei este Sanandaj.
Alte orașe din Provincia Kurdistan:
- Saqez
- Marivan
- Kamyaran
- Baneh
- Diwandarreh
- Qorveh
- Bijar
- Sarvabad